# Freireisender
Ein Freireisender ist ein Wandergeselle, der ohne Mitglied in einem Schacht zu sein, reist.

## Entwicklung
Seit sich das Gesellenreisen in der heute praktizierten Form gegen Ende des 19. Jahrhunderts formierte, gab es auch immer Reisende ohne Schachtzugehörigkeit.
Der Begriff freireisende Handwerksgesellen tauchte in der heute gängigen Bedeutung erst zu Beginn der 1980er-Jahre auf, als die neuen sozialen Bewegungen für einen frischen Aufschwung des Gesellen-Reisens sorgten. Zu dieser Zeit waren die Freireisenden noch eine kleine Minderheit, die zwar gemäß den Traditionen der Wanderschaft reisen wollte, aber sich hauptsächlich aus persönlichen Gründen gegen eine Mitgliedschaft in einem Schacht entschieden hatte.
Ende der 1990er-Jahre erreichte die Zahl der Freireisenden eine kritische Größe, so dass sich für viele neue Interessenten das Reisen ohne Schachtzugehörigkeit (aber im losen Verbund mit anderen Freireisenden und Schachtgesellen) als gleichberechtigte Option für ihre Wanderschaft darstellte.

## Heute
Heute machen die Freireisenden vermutlich die zahlenmäßig größte Gruppe der Fremdgeschriebenen aus. Auch ohne formelle Mitgliedschaft haben sie sich eine gewisse Infrastruktur (regelmäßige Treffen, Kommunikationsmittel) geschaffen. Gelegentlich erscheinen sie nach außen hin wie eine geschlossene Gruppe und werden daher spöttisch auch als der 7. Schacht bezeichnet.
Das Paradox, als einzige verbindliche Gemeinsamkeit die Nicht-Mitgliedschaft in einer Organisation zu haben, sorgt auch unter den Freireisenden immer wieder für Diskussionen und Verwirrung.
Die meisten Freireisenden sehen sich durchaus den Traditionen des Gesellenwanderns (zünftig und zu Fuß, Kluft, Bannmeile, Mindestreisezeit etc.) und dem guten Ruf aller Wandergesellen moralisch voll verpflichtet.
Als Abgrenzung hierzu hat sich in den letzten Jahren (für Handwerker, die nicht im Vollbild dieser traditionellen Regeln unterwegs sind) der Begriff Wildreisende herausgebildet.

## Einzelnachweis
1. 1 2  Sebastian Maas: »Jeder Tag ist ein neues Abenteuer«. In: Spiegel. 24. März 2022, abgerufen am 23. Dezember 2024.